# Seheqenre Sankhptahi
Seheqenre Sankhptahi là pharaon thứ 34 hoặc 35 của Vương triều thứ 13, thời kỳ Chuyển tiếp thứ Hai của Ai Cập cổ đại. Ông có lẽ trị vì trong một khoảng thời gian ngắn ngủi vào giữa thế kỷ 17 TCN. Tên của vua tiền nhiệm và kế nhiệm của Seheqenre đều đã bị mất.

## Chứng thực

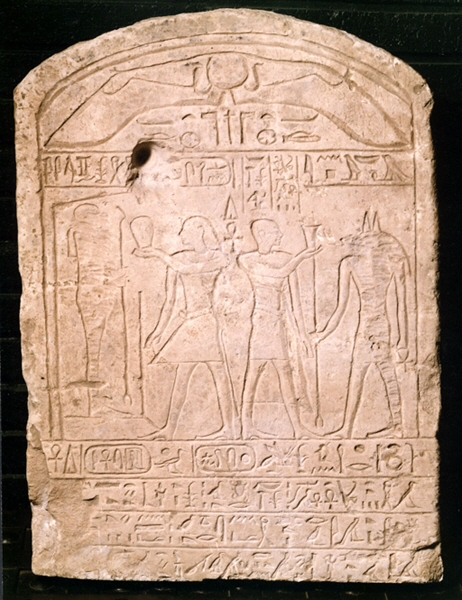
Tấm bia của Nebsumenu

Một cảnh Seheqenre Sankhptahi dâng lễ cho thần Ptah và Anubis được vẽ trên một tấm bia của Người đóng ấn hoàng gia và Cai quản những con dấu tên Nebsumenu, đánh dấu năm trị vì đầu tiên của nhà vua. Theo Kim Ryholt, cả hai vị thần trên là biểu tượng của Memphite, vì thế Seheqenre có thể đã cai trị vùng này vào thời điểm đó. Tên riêng của ông cũng được đặt theo tên của thần Ptah, vì vậy Ryholt cho rằng ông đã sinh trưởng tại Memphite.
Seheqenre cũng được nhắc đến trong danh sách vua Turin ở cột 8, dòng 25; một phần tên ngai của ông đã bị mất. Ông là vị vua duy nhất có tên là Seheqenre ([S.ḥ]ḳ-n-Rˁ) trong danh sách đó. Một con dấu hình trụ có khắc Sekhaenptah, được cho là của ông, ban đầu được cất giữ tại Bảo tàng Metropolitan nhưng hiện nó đã bị thất lạc.

## Gia quyến
Một tấm bia tại Bảo tàng Ai Cập (CG 20600) có đưa ra tên của một vị hoàng tử là [...]ptahi. Nếu hoàng tử này là Seheqenre Sankhptahi theo như lời Ryholt, thì ông là con trai của pharaon nào đó tên Se[...]kare; công chúa Minemsaes và Sit[...] là những chị em gái của ông.